# Wiesław Orkisz
Wiesław Orkisz (ur. 12 marca 1960 w Krościenku nad Dunajcem) – polski generał brygady

## Życiorys
Jest absolwentem Wyższej Szkoły Oficerskiej Wojsk Zmechanizowanych i Akademii Obrony Narodowej. Ukończył również podyplomowe studia polityki obronnej w Akademii Obrony Narodowej.
Po ukończeniu szkoły oficerskiej w 1983 roku pełnił służbę na stanowisku dowódcy plutonu, następnie dowódcy kompanii w 14. Szkolnym Batalionie Rozpoznawczym. Po ukończeniu Akademii Obrony Narodowej został wyznaczony w 1994 roku na stanowisko dowódcy batalionu w 20. Brygadzie Zmechanizowanej, gdzie służył przez 11 lat, kolejno awansując na stanowiska stanowiska: szefa szkolenia-zastępcy dowódcy brygady, szefa sztabu-zastępcy dowódcy brygady oraz zastępcy dowódcy brygady.
We wrześniu 2003 roku Orkisz został skierowany do służby w ramach Polskiego Kontyngentu Wojskowego w Siłach Rozdzielająco-Obserwacyjnych Organizacji Narodów Zjednoczonych w Syryjskiej Republice Arabskiej na stanowisko dowódcy kontyngentu-dowódcy batalionu. W 2005 roku został zastępcą szefa Zarządu Planowania Rozwoju Sił Zbrojnych Rzeczypospolitej Polskiej w Generalnym Zarządzie Planowania Strategicznego – P5, a następnie – po przekształceniu tego zarządu w 2007 roku w Zarząd Planowania Strategicznego – P5 – objął stanowisko konsultanta. Po ukończeniu podyplomowych studiów polityki obronnej w Akademii Obrony Narodowej powrócił na wcześniej zajmowane stanowisko służbowe. Od września 2011 roku zajmuje stanowisko zastępcy szefa Zarządu Planowania Strategicznego – P5 w Sztabie Generalnym Wojska Polskiego.
Z okazji Święta Wojska Polskiego Prezydent Rzeczypospolitej Polskiej, Zwierzchnik Sił Zbrojnych Bronisław Komorowski nadał 8 sierpnia 2012 roku Wiesławowi Orkiszowi stopień generała brygady.